# Teognost d'Alexandria (escriptor romà)
Teognost (en llatí Theognostus, en grec Θεόγνωστος) va ser un escriptor grec cristià nadiu d'Alexandria del segle iii. Fou autor d'un obra titulada τοῦ μακαρίου Θεογνώστον Ἀλεξανδπέως καὶ ἐξηγητοῦ ὑποτυπώσεις. Foci en parla de manera poc respectuosa i d'estil força inferior, tot i així en conservà alguns extractes (Cod. 106). Sembla que seguia les doctrines d'Orígenes. Atanasi pel contrari en parla amb elogi.